# Myrcia albotomentosa
Myrcia albotomentosa är en myrtenväxtart som beskrevs av Dc.. Myrcia albotomentosa ingår i släktet Myrcia och familjen myrtenväxter. Inga underarter finns listade i Catalogue of Life.